# Patrícia Dewes Maldaner
Patrícia Dewes Maldaner, más conocida como Pati Maldaner, (8 de febrero de 2003) es una futbolista brasileña profesional que juega como defensora en Palmeiras.

## Primeros años y carrera juvenil
Maldaner was born in Pinhalzinho, Santa Catarina. Comenzó a jugar al fútbol en 2018 con las categorías inferiores del Chapecoense, donde desarrolló habilidades técnicas a través del fútbol sala.
En 2019, a la edad de 16 años, llamó la atención de los scouts debido a sus fuertes actuaciones defensivas y habilidades de liderazgo. Su capacidad para jugar con ambos pies y su conocimiento táctico la distinguen como un joven talento prometedor.

## Carrera en el clubes

### Grêmio
Maldaner se unió a Grêmio en 2020 y jugó durante cuatro temporadas en la máxima categoría del fútbol femenino brasileño. Fue homenajeada por el club después de alcanzar 50 apariciones. 
En noviembre de 2022, ayudó a Grêmio a conseguir el título del Campeonato Gaúcho Feminino con una victoria sobre el Internacional . 
Renovó su contrato con Grêmio hasta el final de 2023. 
En 2022, Maldaner formó parte de la selección de Brasil Sub-20 que ganó la medalla de bronce en la Copa Mundial Femenina Sub-20 de la FIFA . Ella y sus compañeras del Grêmio fueron homenajeadas en la Arena do Grêmio por su logro. 

### Palmeiras
En enero de 2024, Maldaner firmó con Palmeiras y lo describió como un paso importante en su carrera. 
Participó en la Women's Cup en Louisville, Estados Unidos, donde destacó el valor de jugar contra equipos internacionales. 
Antes de un partido contra el Corinthians en el Campeonato Paulista Feminino, Maldaner habló sobre la importancia de la preparación y la competencia. 
Maldaner formó parte del equipo de Palmeiras que ganó el Campeonato Paulista Feminino 2024, rompiendo el dominio del Corinthians en la competición. El título se decidió en los penaltis tras un empate global de 2-2. 

## Carrera internacional
Maldaner representó a Brasil en el Campeonato Sudamericano Sub-20 de 2022. 
Fue seleccionada para la Copa Mundial Femenina Sub-20 de la FIFA 2022, donde jugó un papel importante en el sistema defensivo de Brasil. Sus actuaciones en el torneo demostraron su compostura e inteligencia táctica. 

## Vida personal
Maldaner también está estudiando nutrición en la universidad. 

## Honores
- Campeonato Sudamericano Sub-20: 2022 (con Brasil Sub-20)
- Campeonato Gaúcho Feminino: 2022 (con Grêmio)
- Campeonato Paulista Femenino: 2024 (con Palmeiras)